# Леоновичи (Дятловский район)
Лео́новичи (бел. Лявонавічы) — агрогородок в Козловщинском сельсовете Дятловского района Гродненской области Белоруссии. Согласно переписи населения 2009 года в Леоновичах проживало 83 человека. Площадь населённого пункта составляет 187,35 га, протяжённость границ — 11,15 км.

## География
Леоновичи расположены в 18 км к юго-западу от Дятлово, 152 км от Гродно, 34 км от железнодорожной станции Слоним. Ближайшими населёнными пунктами являются деревня Лозки (Дятловский район) и Скипоровичи, с которыми Леоновичи соединены автомобильной дорогой местного значения Н6093 Медвиновичи — Лозки — Молдовичи. В 3 км восточнее деревни проходит магистраль М11 E 85 Граница Литовской Республики — Лида — Слоним — Бытень. 

## История
В 1880 году Леоновичи — деревня в Козловской волости Слонимского уезда Гродненской губернии (65 жителей). В 1887 году в Леоновичах насчитывалось 30 домов, проживало 186 человек. В 1905 году — 180 жителей.
В 1923 году в Леоновичах насчитывалось 32 хозяйства, проживало 202 человек. 
В 1972 году в Леоновичах было 119 хозяйств и 395 жителей. 
В 1996 году Леоновичи входили в состав Гербелевичского сельсовета и колхоза «Искра». .
13 июля 2007 года Леоновичи были переданы из упразднённого Гербелевичского сельсовета в Козловщинский поселковый совет.
26 декабря 2013 года деревня вместе с другими населёнными пунктами, ранее входившими в состав Козловщинского поссовета, была включена в новообразованный Козловщинский сельсовет.

## Инфраструктура
В Леоновичах размещены лесничество, пункт почтовой связи, фельдшерско-акушерский пункт, базовая школа (закрыта в 2020 году), клуб (закрыт), библиотека (закрыта), животноводческая ферма (закрыта), имеется магазин.  